# Heiliger Berg (Suhl)
Als Heiliger Berg wird der bewaldete, 513,0 m hohe Berg im westlichen Stadtgebiet von Suhl in Thüringen bezeichnet.
Der Heilige Berg liegt an der Flurgrenze der Stadtteile Albrechts und Suhl-Heinrichs. Über den Osthang des Berges wurde das Autobahndreieck Suhl platziert, es bildet seit 2006 die Anbindung der Bundesautobahn 73 mit der A 71.
Der verbliebene Restanteil des Berges wird forstwirtschaftlich genutzt. An der Nordflanke  des Berges bei Albrechts befinden sich noch landwirtschaftlich genutzte Flächen, die auf die mittelalterliche Rodungstätigkeit zurückgehen. Im Gelände erkennt man noch deutlich die terrassenförmig angelegten Ackerflächen.